# هنري دوبويس
هنري دوبويس (بالفرنسية: Henri Alfred Auguste Dubois)‏ (و. 1859 – 1943 م) هو نحات فرنسي، ولد في روما، توفي عن عمر يناهز 84 عاماً.

## جوائز
حصل على جوائز منها:
- نيشان جوقة الشرف من رتبة ضابط
- وسام جوقة الشرف من رتبة فارس